# Platysenta sutor
Platysenta sutor är en fjärilsart som beskrevs av Druce. Platysenta sutor ingår i släktet Platysenta och familjen nattflyn. Inga underarter finns listade i Catalogue of Life.